# Sveti Ivan (Buzet)
 Sveti Ivan   (olaszul: San Giovanni) falu Horvátországban, Isztria megyében. Közigazgatásilag Buzethez tartozik.

## Fekvése
Az Isztriai-félsziget északi részének közepén, Pazintól 23 km-re északra, községközpontjától 2 km-re keletre a 44-es számú főút mellett fekszik.

## Története
A falunak 1857-ben 181, 1910-ben 350 lakosa volt. 2011-ben 222 lakosa volt.

## Lakosság
| Lakosság változása | Lakosság változása | Lakosság változása | Lakosság változása | Lakosság változása | Lakosság változása | Lakosság változása | Lakosság változása | Lakosság változása | Lakosság változása | Lakosság változása | Lakosság változása | Lakosság változása | Lakosság változása | Lakosság változása | Lakosság változása |
| ------------------ | ------------------ | ------------------ | ------------------ | ------------------ | ------------------ | ------------------ | ------------------ | ------------------ | ------------------ | ------------------ | ------------------ | ------------------ | ------------------ | ------------------ | ------------------ |
| 1857               | 1869               | 1880               | 1890               | 1900               | 1910               | 1921               | 1931               | 1948               | 1953               | 1961               | 1971               | 1981               | 1991               | 2001               | 2011               |
| 181                | 196                | 205                | 221                | 229                | 350                | 0                  | 0                  | 206                | 191                | 160                | 144                | 128                | 191                | 198                | 222                |